# Наукове фахове видання (Україна)
В Україні наукове фахове видання — це періодичне або продовжуване видання (у тому числі — електронне), внесене до затвердженого Департаментом атестації кадрів МОН України (раніше це була компетенція ВАК України) переліку видань, у яких можуть публікуватися результати дисертаційних досліджень на здобуття наукових ступенів доктора та кандидата наук. Станом на 5 листопада 2017 року повний перелік усіх фахових видань в Україні (за галузями знань) складає 1546 найменувань друкованих журналів та збірників наукових праць та 90 видань електронного формату.

## Вимоги до наукових фахових видань
Періодичні наукові фахові видання можуть бути включені до переліку, що затверджує МОН України (до 2010 року — ВАК України), за певних умов. Зокрема:
- Наявність у складі редакційної колегії не менше шести докторів наук з відповідної галузі науки, у тому числі не менше трьох докторів наук — штатних працівників наукової установи організації чи вищого навчального закладу III—IV рівня акредитації організації-засновника (співзасновника) видання.
- Видання (журнал, збірник наукових праць) рекомендує до друку вчена рада наукової установи, організації чи вищого навчального закладу засновника (співзасновника), про що зазначається у вихідних відомостях.
- Наклад не менше 100 примірників.
- Повне дотримання вимог ДСТУ до редакційного оформлення видання.
- Наявність журналу (періодичного видання) у фондах головних бібліотек України.
- Публікація електронної копії періодичного видання на вебсайті Національної бібліотеки України імені В. І. Вернадського[3].

Наукові фахові видання поділяють, зокрема, за галуззю науки та спеціальністю.

## Електронні наукові фахові видання
Електронне наукове фахове видання — документ, інформація в якому представлена у формі електронних даних, що пройшов редакційно-видавниче опрацювання, призначений для поширення в незмінному вигляді, має вихідні відомості та входить до переліку, затвердженого МОН України (до 2010 року — ВАК України), за певних умов[1], у яких можуть публікуватися результати дисертаційних робіт на здобуття наукових ступенів доктора та кандидата наук і на які можна посилатися в наукових статтях та дисертаціях.

## Аспекти наукової літератури
Практика редагування такого виду літератури виокремила кілька аспектів, на які повинен звернути редактор особливу увагу: ознайомлювальний, структурний, змістовий.
Ознайомлювальний аспект
Під час першого читання оригіналу редакторові важливо з'ясувати для себе кілька принципових позицій, від чого залежатиме прийняття рішення: випускати чи не випускати книгу в світ, якою буде міра авторського чи редакторського втручання в текст під час його підготовки до друку. А саме:
- актуальність та новизна теми;
- ступінь її розробки;
- адресне призначення;
- рівень використання автором найновішої літератури, залучення архівних матеріалів.

На цьому етапі редактор може виявити, що принесе автором «наукове відкриття» вже давно відкрите його попередниками; що тема лише окреслена, але сповна не розроблена; що адресована, скажімо, аспірантам і викладачам книга нічого нового їм не дасть, оскільки базується на застарілому, скомпільованому з чужих текстів, матеріалі; що значна частина розділів чи підрозділів запозичена з якихось Інтернет-сайтів.
Постановка і пошук відповідей на зазначені питання саме в такій площині показує серйозність набору кваліфікаційних характеристик, якими має володіти редактор наукового видання.
Структурний аспект
Уважне прочитання та глибоке осмислення змісту оригіналу дає змогу редакторові визначити «плюси» й «мінуси» структурної його побудови.
Вивчення і вдосконалення структури майбутнього наукового видання починається з аналізу внутрішньої побудови складових її частин — вступної, основної та заключної. Поліпшити таку структуру можна шляхом:
- систематизації зібраного матеріалу;
- дотриманням приблизно однакового співвідношення обсягу структурних складових тексту (параграфів, розділів, частин);
- чіткого виокремлення в цих складових головного й другорядного;
- строгої логіки викладу;
- написання серйозних узагальнень;
- вироблення самостійних висновків;
- виявлення і ліквідації повторів, абзаців чи й цілих сторінок, написаних «не за темою».

Змістовий аспект
Гармонійне поєднання форми і змісту будь-якого, надто наукового, твору досягається автором і редактором саме на цьому етапі. Редактор передусім має проявити чітке розуміння існуючих у науці методів викладу зібраного й узагальненого автором матеріалу.
Головні методи:
- індуктивний (від окремого до загального);
- дедуктивний (у зворотному, від загального, напрямку);
- логічний (так зване послідовне членування матеріалу на смислові фрагменти);
- історичний (аналіз розвитку подій та явищ у строго хронологічній послідовності).

При написанні своїх праць науковці користуються і складнішими методами:
- Метод сходження від абстрактного до конкретного — дає можливість на основі глибокого аналізу наукових понять синтезувати конкретне знання про досліджуваний предмет або явище. Синтез завжди починається з найпростіших абстракцій і фіксує єдність різноманітного синтезу існуючих визначень наукового поняття;
- Метод спіралі — припускає поступове розгортання ознак аналізованого в добутку наукової літератури предмета або явища. Він не тільки відображає структуру наукового матеріалу, але й дає можливість вплинути на хід читацького сприйняття. Метод спіралі заснований на поступовому розвитку думки шляхом повторення її щоразу на новому, більш високому рівні узагальнення.

Чітке розуміння цих методів, що гарантує логічність, послідовність і доказовість викладу, завжди насторожуватиме редактора, скажімо, під час неминучих скорочень. Лаконічність і стислість абзаців чи цілих розділів тоді буде забезпечуватись не шляхом викидання якоїсь важливої складової в ланцюгу доказів, а найперше за рахунок «видавлювання води», тобто, багатослів'я, розтягнутості, довгих речень, повторюваності, другорядності. Нерідко саме через багатослів'я, складну конструкцію довгих речень важко зрозуміти смисл наукових аргументів автора.
Досвідчений редактор відразу відчує, де самостійно виконаний твір, а де — побудований на суцільній компіляції. В останньому випадку нерідко сказане в першому абзаці суперечить викладу матеріалу в наступному. З подібним доводиться стискатися здебільшого тоді, коли аналізуєш занадто складні за конструкцією і довгі речення. Такі роботи нерідко пишуться за принципом «чим незрозуміліше, тим науковіше».
На особливу увагу редактора заслуговує відстеження в наукових текстах порядку і частоти вживання спеціальної термінології.
Використання наукової термінології — найбільш оптимальний варіант забезпечення точності викладу змісту. За рахунок ретельного вибору найбільш підходящих термінів і інших мовних засобів — лексична, граматична і синтаксичних — досягаються адекватність і однозначність передачі змісту.
Аналіз термінології є однією з обов'язкових складових роботи редактора над підготовкою наукового твору до видання. Важливо не допустити помилкового використання термінів і домогтися точного й однозначного їхнього вживання. Можливі помилки можуть бути наслідком порушення існуючих відносин між поняттями, які відображаються в творі, що може виявлятися в так званій помилковій синонімії. Її причинами можуть стати відсутність чітких границь між поняттями, змішування термінів різних наукових дисциплін, використання професіоналізмів як термінів. Очевидно, що багатозначність терміна в межах одного твору може виявитися серйозною перешкодою для читача. Термінологічні помилки в науковому творі лише багатозначністю не обмежуються. Редакторові необхідно уважно аналізувати й оцінювати терміносистему, надаючи цьому таке саме значення, як і роботі над фактичним матеріалом.
Особливістю наукового стилю є широке використання слів і словосполучень, що виконують роль сполучних засобів. Завдяки їхньому вмілому використанню досягається зв'язність тексту, його логічний розвиток і розгортання; ці мовні засоби слугують оформленню ретроспективних порівняльних оцінок у процесі дослідження, застосовуються в міркуваннях, доказах, є важливим засобом при обґрунтуванні достовірності фактів. Редактор повинен з розумінням ставитися до цих мовних засобів, оцінюючи їхнє використання з позицій доцільності.
У науковому творі, мабуть, як ні в якому іншому, використовуються всі відомі засоби відображення змісту — текст, формули, таблиці, ілюстрації; використовуються елементи всіх літературних жанрів — інформаційного, аналітичного, художньо-публіцистичного. При всьому прагненні залишатися об'єктивним ученим дослідник так чи інакше виражає своє ставлення до предмета й ходу дослідження, він не буває безпристрасним в оцінках праць інших авторів і байдужим до своїх результатів. Експресивність як виразна сила висловлювання може знаходити свій прояв у використанні відповідних мовних засобів або їхньої певної організації, а також в оцінках. Звичайно, редакторська оцінка стилю викладу наукового твору базується насамперед на відповідності авторської манери нормам і стандартам наукової комунікації, жанровим і видовим особливостям майбутнього видання.
Повинна дотримуватися й основна вимога — доказовість і об'єктивність усіх суджень і оцінок як основа достовірності наукового результату. Однак при цьому емоційні й експресивно-оцінні моменти, особисті пристрасті автора можуть мати місце в творі, з чим редакторові потрібно рахуватися. Головне, щоб це було в рамках моралі й етики.
Важливо переконатися, аби при першому вживанні того чи іншого терміна давалося його пояснення, вказувалося на його етимологію чи джерело запозичення. У визначенні, скажімо, не можна допускати багатозначності терміна в межах одного твору, змішування термінів різних наукових шкіл чи дисциплін, уживання в значенні терміна професіонального жаргону, неточного або помилкового тлумачення (скажімо, наукове видання — це науковий текст).
Редактор має пам'ятати, що до публікацій статей у фахових виданнях, віднесених до переліків ВАК України, існують особливі вимоги.
Такі статті повинні містити:
- постановку проблеми у загальному вигляді та її зв'язку із важливими науковими чи практичними завданнями;
- аналіз останніх досліджень і публікацій, у яких започатковано розв'язання даної проблеми і на які спирається автор, виділення невирішених раніше частин;
- загальну проблему, якій присвячується конкретна стаття;
- формулювання цілей статті (постановка завдання);
- виклад основного матеріалу дослідження з повним обґрунтуванням отриманих наукових результатів;
- висновки з даного дослідження і перспективи подальших розвідок у даному напрямку.

Наукові видання, як ніякі інші, потребують ретельної підготовки складових його службової частини. Ними, як відомо, є передмова, вступна стаття, примітки і коментарі, система покажчиків, бібліографічний опис. Щодо останнього, то він вимагає від автора подвійної уваги. Допущена помилка в посиланні щодо прізвища автора, року випуску джерела в світ, тому, частини чи сторінки значно знижує якість видання. Віддавна в науковій громаді, яка найчастіше користується таким видом літератури, це вважалося грубою помилкою редактора і видавництва. Крім того, слід пам'ятати, що в наукових виданнях бажано робити повний бібліографічний опис, а не скорочений його варіант, як це почали практикувати окремі наукові видавництва.
Академічні видання праць видатних діячів науки, культури, мистецтва, будь-якого народу, надто ж багатотомники, які виходять у спеціалізованих наукових видавництвах (особливо коли вони здійснюються на високому професійному рівні, із відчуттям глибокої відповідальності авторів, редакторів та видавництв), на багато десятиліть стають вагомим і неспростовним документом епохи. Адже саме в таких виданнях знімаються всілякі ідеологічні нашарування, цензурні виправлення і пригладжування, грубі помилки чи неточності попередніх видань, відновлюється в первозданному вигляді авторський оригінал. Висока наукова і видавничо-поліграфічна культура таких видань слугує певним еталоном для початкуючих видавців у їхньому нестримному прагненні зайняти свою нішу і міцно закріпитися на ринку одного із найскладніших, але й найбільш витребуваних та авторитетних сегментів видавничого ринку, яким була, є і буде наукова книга.
Невід'ємною складовою кожної наукової книги є її довідковий апарат. Його необхідність і значення визначаються тим, що він орієнтує читача в змісті книги, забезпечує зручність користування нею, швидке і безпомилкове відшукання потрібних зведень. Апарат є сполучною ланкою книги з іншими джерелами інформації, указує її місце в науково-комунікативному потоці. Величезна роль апарату наукової книги при вирішенні інформаційно-пошукових завдань, коли потрібно знайти й відшукати книгу в потоці джерел інформації або одержати відомості про її зміст. Ще в середині минулого століття вчених турбувало стан інформаційного забезпечення науки. Академік С. І. Вавілов писав тоді: «Сучасна людина знаходиться перед Гімалаями бібліотек у становищі золотошукача, якому потрібно відшукати крупинки золота в масі піску».
Апарат наукової книги є основним ідентифікаційним елементом при всіх варіантах її розвідки й особливо при автоматизованому пошуку. Відповідно до стандарту довідковий апарат входить до складу авторського текстового оригіналу твору. Однак на практиці автори приділяють апаратові недостатньо уваги; його підготовкою нерідко нехтують, вважаючи (і не без підстав) цю роботу трудомісткою і тривалою. До того ж вона вимагає певної кваліфікаційної підготовки й веде до подорожчання книги.
Відповідальність за оснащення видання апаратом лежить на редакторі. Йому доводиться враховувати всі фактори, що пов'язані з підготовкою апарату, пам'ятаючи при цьому, що апарат є найважливішим елементом культури видання. Редактор бере до уваги жанрову специфіку твору і вид видання, характер інформації, галузь науки, до якої належить видання, що склалися в книговиданні традиції, вимоги, стандарти, роль апарату в роботі з книгою, наукової комунікації й інформаційному пошуку.
Такий елемент апарату, як вихідні відомості, є в будь-якому виданні.
Оформляються вихідні відомості відповідно до ДСТУ 4861:2007 Інформація та документація. Видання. Вихідні відомості (ISO 8:1977, NEQ; ISO 1086:1991, NEQ; ISO 7275:1985, NEQ) і традицій видавництва.
У книжковому видання на звороті титульного аркуша залежно від наукової галузі подають реферат або анотацію.
Наукова книга не обходиться без бібліографічного апарату, до якого належать бібліографічні посилання й бібліографічні списки. Це пояснюється тим, що кожне дослідження проводиться на основі вивчення попередніх і сучасних наукових розробок. Дослідник складає та веде списки літератури, по ходу дослідження робить посилання на використані джерела. У наукових публікаціях використовуються всі види бібліографічних посилань та бібліографічних описів, установлених стандартами ДСТУ 8302:2015 Інформація та документація. Бібліографічне посилання. Загальні положення та правила складання та ДСТУ ГОСТ 7.1-84 Бібліографічний запис. Бібліографічний опис.
Дуже важливо дотримуватися вимог до бібліографічних описів. Недбалість, неуважність при складанні описів можуть спричинити помилки або недостатню повноту відомостей. В цих випадках читач буде позбавлений можливості звернутися до першоджерела інформації. Це також ускладнює працю редактору, який зобов'язаний вказати авторові на недоліки і запропонувати виправити помилки.
Бібліографічні списки формують за алфавітом, іноді бібліографічні описи розташовують у порядку цитувань й нумерують.
В науковому виданні є елементи, призначені для раціонального використання наукової інформації, що публікується, більш глибокому, усвідомленому її освоєнню. Так передмову може написати автор, редактор видавець, у збірниках наукових праць — укладач. Фактично передмова повинна бути самостійним твором, що розкриває специфіку видання. У ній обумовлюють і пояснюють відмітні сторони змісту й форми (структури, мови, стилю) основного твору, розкривають його жанрові особливості.
У передмові до збірника дається характеристика праць, що входять до його складу, говориться про принципи його формування, наводяться відомості про авторів. Якщо збірник продовжуваний, то передмову публікують, як правило, у першому (початковому) номері, у наступному вона може мати місце в разі потреби пояснити які-небудь зміни в планах випуску збірника — скажімо, зміни в тематичному профілі, структурі, складі редакційної колегії.
У ювілейному збірнику передмова дає характеристику події, підбиває підсумок досягнень у відповідній науковій галузі або в розробці проблеми, теми. Зазвичай не обходиться без передмови збірник матеріалів наукових з'їздів, конференцій. У ньому наводять загальні відомості про форум, його тематику, проведені в його рамках заходи, учасників, розглянуті й висунуті проблеми, хід їхнього обговорення, викладаються основні результати, плани, програми.
Передмова до наукової монографії містить пояснення зумовленості її видання, дає характеристику проблеми, мети її розробки, особливостей методу дослідження, теоретичної, емпіричної бази й умов дослідження, відзначає своєрідність авторської концепції. У колективній монографії передмова може містити відомості про її авторів і особистий науковий внесок кожного з них.
Вступна стаття як елемент апарату може бути опублікована поряд з передмовою або незалежно від неї. Будучи, так само як і передмова, органічно пов'язаною з основним матеріалом, вступна стаття висвітлює питання творчості вченого, його шлях у науці, розкриває наукову значущість і історію питання, проблеми, зачіпає суміжні наукові питання.
На наукову самостійність вступної статті вказує те, що вона зазвичай є авторським твором відомого вченого, відомого фахівця. Тому іноді вступну статтю замінює самостійна робота авторитетного вченого, тематично пов'язана з науковим виданням, що публікується. Подібна робота, що виконує роль вступної статті, знаходить застосування як у наукових монографіях, так і в збірниках наукових праць.
У деяких наукових виданнях може бути опублікована післямова. Це стосується головним чином перекладних видань або робіт історичної тематики. Післямова потрібна, щоб пояснити сучасне розуміння наукової проблеми, роль автора у вивченні предмета дослідження, особливості підходів і концепцій вітчизняних і зарубіжних учених.
Свої завдання й методичні особливості є в роботі редактора над примітками та коментарями. Ці елементи апарату досить широко застосовуються в науковій книзі. Розбіжності між ними в тому, що примітки мають об'єктивно довідковий характер, вони дають коротку довідку, посилання на джерело, наводять переклад іншомовного тексту, повідомляють який-небудь додатковий факт; коментарі пропонують тлумачення публікованих текстів, виражають думку укладача (коментатора) або редактора, їхнє ставлення до публікованого матеріалу.
Форма супроводу тексту коментарями або примітками, їхня кількість, ступінь деталізації значною мірою залежать від конкретного видання, характеру інформації, предмета розгляду, читацького призначення. Редакторові потрібно бачити необхідність або доцільність приміток або коментарів, домагатися, щоб вони були безпосередньо пов'язані з основним текстом, були точними, достовірними, короткими й водночас достатніми. Для цієї мети в основному тексті використовуються відсилання до відповідних приміток або коментарів. У свою чергу, при самих цих елементах має бути зазначено, хто є коментатором або кому належить примітка. В оформленні самих елементів слід дотримуватися визначеної системи й однаковості. Ця вимога стосується як місця розташування, так і виділень, використання різних шрифтів і кеглів.
Примітки і коментарі можуть бути настільки необхідними, що в деяких випадках на них доводиться відводити до 10-15 % основного тексту (наприклад, при підготовці томів листування). У принципі потрібно прагнути до того, щоб їхній загальний обсяг не перевищував 5 %. При підготовці багатотомних видань примітки і коментарі до тексту одного тому не слід переносити в інший том. Редакційні примітки слід давати після основного тексту, узгоджуючи текст, що пояснюється, із примітками послідовною нумерацією, що може бути суцільною по всьому виданню або по його структурних фрагментах. Пояснення до окремих місць тексту в розділі приміток можуть бути дані шляхом повторення слова, що пояснюється, із зазначенням сторінки, на якій воно розташоване.
Авторські примітки, а також переклади іншомовних слів і виразів доцільно давати у виносках під текстом з метою зручності користування ними читачем. У деяких випадках переклади можуть бути оформлені у вигляді покажчика іноземних слів.
У наукові видання, як правило, включають покажчики: предметні, іменні, термінологічні (покажчики термінів), географічних назв тощо. Покажчик — один з найважливіших елементів апарату, це засіб, що забезпечує навігацію, інформаційний пошук, орієнтування в тексті, зручність користування книгою.
До завдань підготовки наукового видання входять вибір виду покажчика, обґрунтування його складу і структури, робота над його формуванням. Найбільш часто в науковій книзі використовують предметні й іменні покажчики. Вони можуть бути роздільними або змішаними (комбінованими) і зазвичай будуються за алфавітом. Систематичні предметні покажчики вміщують у зібраннях творів або в багатотомних виданнях.
Завдання предметного покажчика — подати основні питання змісту видання. До складу покажчика включаються поняття, що містяться безпосередньо в тексті видання, а також ті, котрі встановлені укладачем відповідно до змісту твору.
Добір понять для покажчика — одне з найважливіших і важких завдань. У редактора може викликати труднощі, які поняття відносити до основних рубрик і які до підрубрик. Загальне правило полягає в тому, що рубрика відбиває основне поняття, підрубрика позначає ознаку (особливість, деталь, сторону, властивість) предмета. Для найзручнішого користування покажчиком кожна окрема рубрика повинна містити не більше ніж 25-30 посилань на сторінки. Коли кількість посилань перевищує зазначені цифри, застосовуються підрубрики.
Прагнення включити в покажчик якомога більше предметів не повинно приводити до збільшення його обсягу (обсяг, що рекомендується, — 5 % від обсягу видання). Тому поряд з ретельним добором понять рекомендується визначити прийоми й засоби, що забезпечують ощадливу побудову покажчика.
У науковій книзі доцільно мати списки таблиць, ілюстрацій, що дозволяє читачеві використовувати окремі елементи видання самостійно, поза основним текстом. У виданнях з природничих наук поряд із предметними покажчиками знаходять застосування покажчики географічних назв, рослин, медичних препаратів; у виданнях з суспільних наук — покажчики історичних подій, пам'ятників тощо.
При побудові покажчиків і їхньому мовному оформленні редакторові потрібно домагатися, щоб були забезпечені внутрішні логічні зв'язки, правильне, однозначне й точне написання слів, усі терміни, предмети, імена, назви повинні бути тільки в називному відмінку.
Специфічними покажчиками є зміст або оглав — найперші довідково-пошукові елементи в складі апарату видання. Перше вживається у виданнях, що складаються з декількох творів, що характерно для збірників. Друге використовується в монографічних виданнях, у яких основу становить один твір.
Завдання редагування — забезпечити точну відповідність назв структурних частин по тексту з назвами в змісті (оглаві).
До змісту (оглаву) варто включати всі рубрики, не обмежуючи тільки назвами розділів або глав, а в збірниках — заголовками статей. Через пошукову значущість змісту (оглаву) його доцільно розміщувати на початку видання.
Особливістю апарату наукового видання потрібно вважати додатки. Вони являють собою різного роду додаткові або робочі матеріали, що бувають необхідні для виконання дослідження. Це методики, розрахунки, дані експериментів, анкети, нормативні документи, архівні матеріали тощо. Природно, що в додатки варто включати тільки те, що потрібно для підтвердження результатів, посвідчення їхньої точності, достовірності, повноти. Додатки повинні бути пов'язані з основним текстом посиланнями і в разі потреби поясненнями.